# Serra de les Aimerigues
La Serra de les Aimerigues és una serra situada al municipi de Terrassa, a la comarca catalana del Vallès Occidental, amb una elevació màxima de 370 metres.